# Liste des interstates au Dakota du Sud
Les autoroutes inter-états au Dakota du Sud sont les autoroutes inter-états entretenus par le South Dakota Department of Transportation au Dakota du Sud.

## Liste des autoroutes principales
| Numéro | Longueur (mi) | Longueur (km) | Terminus sud / ouest                                   | Terminus nord / est                                          | Créée | Notes |
| ------ | ------------- | ------------- | ------------------------------------------------------ | ------------------------------------------------------------ | ----- | ----- |
| I-29   | 252,50        | 406,36        | I-29 à la frontière de l'Iowa à Dakota Dunes           | I-29 / US 81 à la frontière du Dakota du Nord près de Victor | 1958  |       |
| I-90   | 412,76        | 664,27        | I-90 à la frontière du Wyoming près de North Spearfish | I-90 à la frontière du Minnesota près de Valley Springs      | 1958  |       |
|        |               |               |                                                        |                                                              |       |       |

## Liste des autoroutes auxiliaires
| Numéro | Longueur (mi) | Longueur (km) | Terminus sud / ouest                        | Terminus nord / est                       | Créée | Notes |
| ------ | ------------- | ------------- | ------------------------------------------- | ----------------------------------------- | ----- | ----- |
| I-190  | 1,72          | 2,77          | US 16 / SD 44 / West Boulevard à Rapid City | I-90 / US 14 / US 16 / SD 79 à Rapid City | 1962  |       |
| I-229  | 11,33         | 18,23         | I-29 à Sioux Falls                          | I-90 / CR 125 près de Sioux Falls         | 1966  |       |
|        |               |               |                                             |                                           |       |       |